# 桃園高中駅
桃園高中駅（とうえんこうちゅうえき）は台湾桃園県桃園市（現在の桃園市桃園区）にあった台湾鉄路管理局（台鉄）林口線の駅。林口線で試験的に運行された旅客列車の旅客駅として設置され、フェンス一つ隔てた桃園高級中学を主な対象客としていた。当駅は沙崙線長栄大学駅とともに台鉄の営業駅中で最も長い駅名であった。時刻表では桃中と略記されていた。

## 歴史
- 2005年
  - 10月27日 - 桃園駅での開通式典。列車は本駅で折り返した[1]。
  - 10月28日 - 正式開設[2]。
- 2012年12月28日 - 林口線で最後の旅客列車が運行され[3]、翌日で廃止。

## 駅構造
- 単式ホーム1面の地上駅で無人駅だった。廃止後は軌道の遊歩道および自転車道への転換が進められ、桃園区内は2018年10月に完工した[4]。本駅は遊歩道化後もホームが残されている[5]。

## 駅周辺
- 南崁渓
- 虎頭山
- 桃園孔子廟
- 国立桃園高級中学
- 桃園市忠烈祠（元桃園神社）

## 隣の駅
台湾鉄路管理局
林口線（廃線）
桃園駅 - 桃園高中駅 - 宝山駅